# Grito mundial
«Grito mundial» es el primer sencillo oficial del cantante puertorriqueño Daddy Yankee lanzado el 5 de octubre de 2009 extraído del álbum Mundial. El ritmo no perdona (Prende) fue la primera canción lanzada de este álbum; más tarde el cantante confirmó que fue solo un sencillo promocional. El tema fue principalmente creado pensando en la proyección de Daddy Yankee a los estadios y eventos multitudinarios. Además, la FIFA se encontraba examinando su candidatura a canción de la Copa Mundial de Fútbol de 2010. Según Daddy Yankee esta canción era la que el mundo necesitaba para alegrarse, olvidar la crisis económica y demás problemas mundiales y romper los prejuicios y barreras sociales como el racismo y el egoísmo. Además apoya la confianza en sí mismo como método de progreso. El beat fue creado por Musicólogo y Menes en el estudio de El Cartel Records.

## Video musical
Daddy Yankee aparece con chaqueta negra cantando en callejones de Brasil, se puede apreciar que salen muchos jóvenes y niños jugando al fútbol y haciendo piruetas con la pelota de fútbol. Fue producido por Carlos Pérez de elastic people, aparecen las garotas del Brasil.

## Listas
| Lista (2009)      | Máxima posición |
| ----------------- | --------------- |
| Argentina Top 100 | 7               |
| Venezuela Top 100 | 3               |